# Piret Järvis
Piret Järvis (Tallinn, 6 febbraio 1984) è una musicista e cantante estone, nota come componente del gruppo pop rock Vanilla Ninja, di cui fa parte dal 2002.